# Correntómetro
El medidor de corriente (correntímetro, velocímetro) es un instrumento apto a medir la velocidad de corrientes en el mar, en los ríos, arroyos, estuarios, puertos, modelos físicos en laboratorio, etc.. Existen algunos modelos que además registran su dirección, profundidad e inclinación respecto de la vertical, temperatura de agua de mar, presión y conductividad. Su modalidad de registro puede ser papeleta inscriptora, cinta magnética o memoria de estado sólido.

## Tipos de velocímetros
- Molinete (Hélice)
- Tecnología Doppler
- Electromagnético

- Datos: Q5789290